# Staatsuniversiteit van Feira de Santana
De Staatsuniversiteit van Feira de Santana (Portugees: Universidade Estadual de Feira de Santana) is een universiteit in de Braziliaanse stad Feira de Santana. De universiteit werd opgericht in 1976.